# Hilpertsau

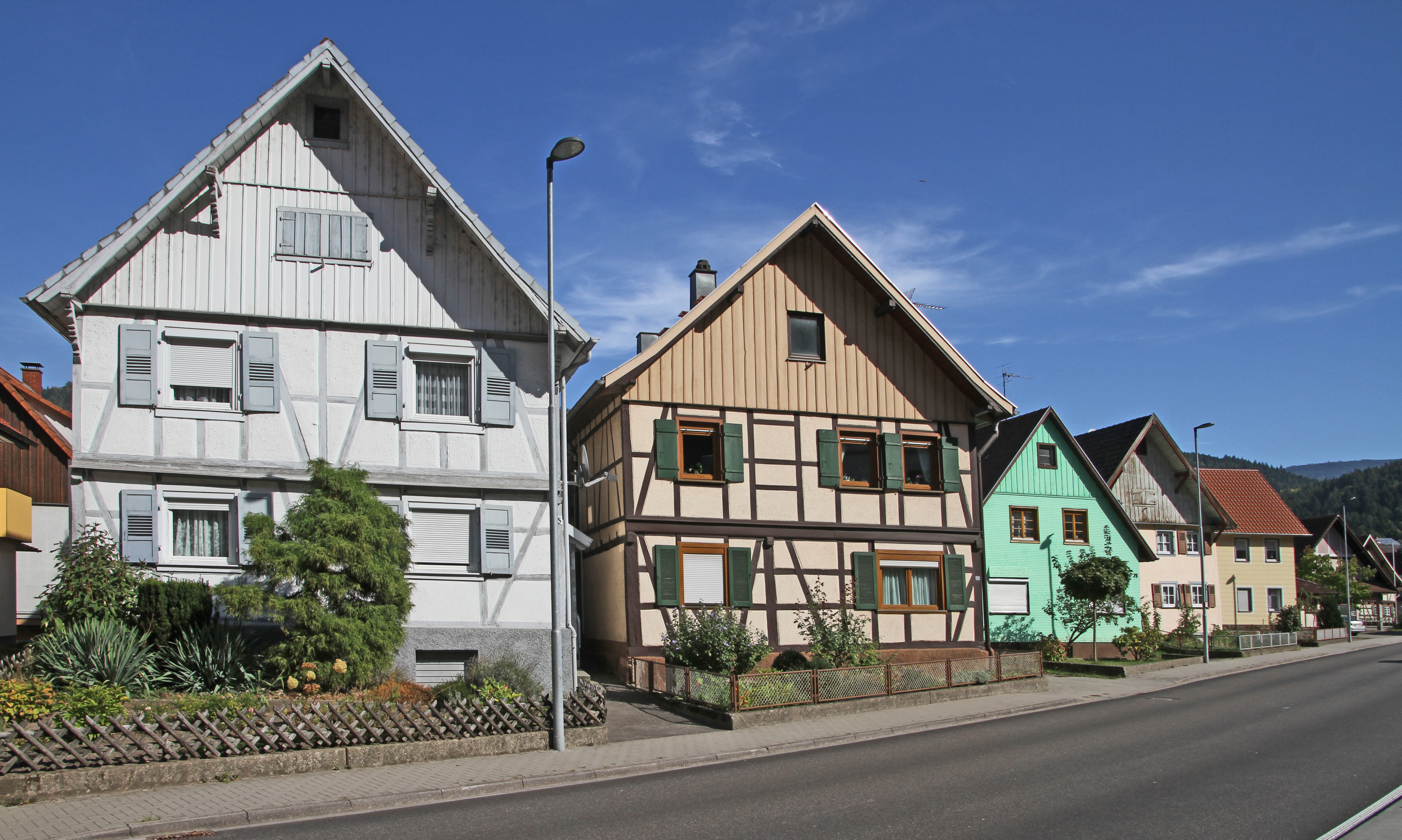
Fachwerkhäuser an der Murgtalstraße

Hilpertsau ist ein Stadtteil von Gernsbach im Landkreis Rastatt in Baden-Württemberg.

## Geographie
Der Teilort liegt südlich von Gernsbach im Tal der Murg. Die Hauptsiedlungfläche befindet sich über einem Gleithang rechts der Murg. Am Ort entlang verlaufen die Bundesstraße 462 sowie die Murgtalbahn, die ins Stadtbahnnetz des Karlsruher Verkehrsverbunds integriert ist und in Hilpertsau einen Bahnhof hat.

## Geschichte
Die erste urkundliche Erwähnung findet sich im 1339/40 angelegten Lehnbuch des Hochstifts Speyer. Der dort erwähnte Name Hilboltzowe deutet vermutlich auf einen Personenbezug hin. Im Lehnbuch ist Hilpertsau als speyrisches Lehen im Besitz der Grafen von Eberstein verzeichnet. Entsprechende Lehnbriefe liegen jedoch nicht vor. Nach dem Verkauf der halben Grafschaft an die Markgrafen von Baden im Jahr 1387 war das Dorf geteilt zwischen Baden und Eberstein, ab 1505 wurde es gemeinschaftlich durch das badisch-ebersteinische Kondominat verwaltet. 1624 schieden jedoch die Grafen von Eberstein aus, da ihr Teil im Rufacher Vertrag den Grafen von Wolkenstein und von Gronsfeld zugesprochen wurde. Die Gronsfelder veräußerten ihr Viertel 1673 an den speyrischen Bischof, wogegen der Markgraf von Baden-Baden intervenierte und 1676 in die Kaufverträge von 1673 eintreten konnte. Mit dem Aussterben der schwäbischen Linie der Grafen von Wolkenstein im Jahr 1695 gelangte auch deren Viertel in badischen Besitz, da es ebenfalls 1673 von den Wolkensteinern dem Bistum Speyer zu Lehen aufgetragen worden war.
Am 1. April 1970 vereinigten sich Hilpertsau und Obertsrot. Am 1. Juli 1974 wurde die Gemeinde Obertsrot in die Stadt Gernsbach eingemeindet.

## Politik
Der Ortschaftsrat Obertsrot ist neben dem Gemeinderat ein eigenständiges Gremium für Angelegenheiten in Obertsrot und Hilpertsau. Vorsitzender dieses Gremiums ist der Ortsvorsteher.

### Wappen
Das Hilpertsauer Wappen führt in Blau ein geschliffenes silbernes Kreuz, belegt mit einem silbernen Herzschild, darin eine blaubesamte rote Rose, die das Wappen der Grafen von Eberstein darstellt.

## Kultur und Sehenswürdigkeiten

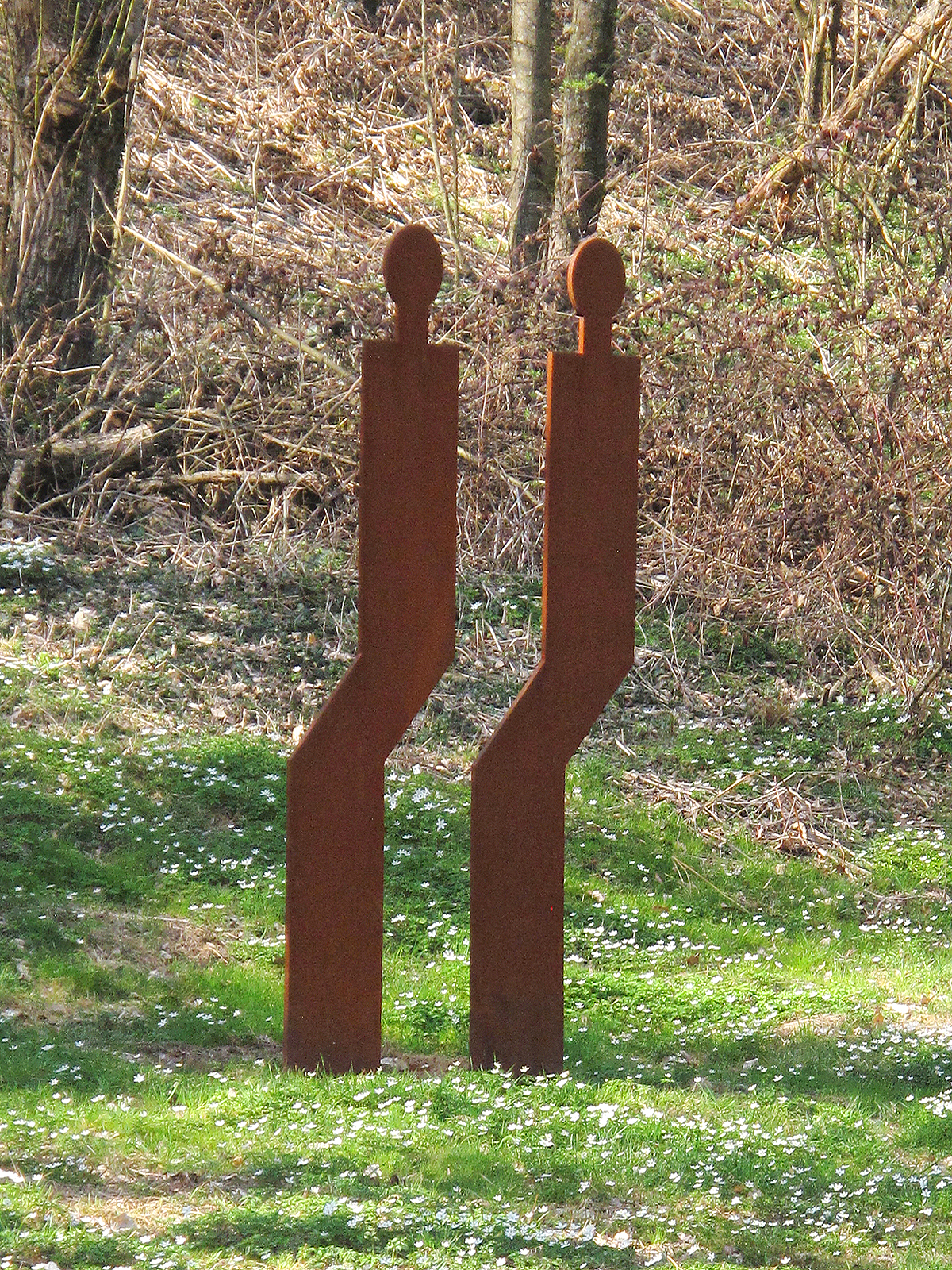
Skulptur auf dem Kunstweg

In der Alten Turnhalle betreibt der Schauspieler und Regisseur Thomas Höhne seit 2016 ein Privattheater. Von Hilpertsau führt der Kunstweg am Reichenbach nach Reichental.